# Atletismo nos Jogos da Lusofonia de 2014
O Atletismo nos Jogos da Lusofonia de 2014 foi disputado no Complexo de Atletismo de Bambolim entre 23 e 27 de Janeiro de 2014, em Bambolim , Goa, Índia .

## Medalhistas

### Masculino
| Evento                     | Ouro                                                                                           | Ouro     | Prata                                                                              | Prata    | Bronze                                                                                 | Bronze   |
| 100 metros                 | Osvaldo Morais (ANG)                                                                           | 10.67    | Denielsan Martins (CPV)                                                            | 10.75    | Mauro Gaspar (ANG)                                                                     | 10.91    |
| 200 metros                 | Holder da Silva (GBS)                                                                          | 21.40 GR | Denielsan Martins (CPV)                                                            | 21.95    | Prisca Baltazar (ANG)                                                                  | 22.16    |
| 400 metros                 | Maurício Alves (CPV)                                                                           | 49.40    | Kevin Oliveira (ANG)                                                               | 49.81    | Izequiel Evora (CPV)                                                                   | 49.81    |
| 800 metros                 | Alberto Mamba (MOZ)                                                                            | 1:53.96  | Lalit Mathur (IND)                                                                 | 1:54.36  | Maurício Alves (CPV)                                                                   | 1:55.74  |
| 1500 metres                | Alberto Mamba (MOZ)                                                                            | 4:06.90  | Punchi Hewage Chamal (SRI)                                                         | 4:08.60  | Mohammed Afsal (IND)                                                                   | 4:10.60  |
| 5000 metros                | Ruben Sança (CPV)                                                                              | 14:28.48 | Euclides Varela (CPV)                                                              | 14:29.91 | Alexandre João (ANG)                                                                   | 14:37.92 |
| 10 quilômetros             | Alexandre João (ANG)                                                                           | 30:20.19 | Francisco Caluvi (ANG)                                                             | 30:21.59 | Euclides Varela (CPV)                                                                  | 30:23.14 |
| 110 metres com barreiras   | Iong Kim Fai (MAC)                                                                             | 14.47    | Hashith Nirmal (SRI)                                                               | 14.58    | Manamkandath Nasimudheen (IND)                                                         | 14.72    |
| 400 metres com barreiras   | Kurt Couto (MOZ)                                                                               | 51.97    | Creve Machava (MOZ)                                                                | 53.44    | Nandana Gunathilaka (SRI)                                                              | 54.42    |
| 3000 metres com obstáculos | Sachin Patil (IND)                                                                             | 9:9.49   | Maloth Naresh (IND)                                                                | 9:20.44  | José Nuno Paulo (POR)                                                                  | 9:27.48  |
| 4×100 metres               | Sri Lanka (SRI) · Umanga Surendra · Himasha Eashan · Mohamed Ashrafu · Ashan Hasaranga         | 41.38    | Índia (IND) · Ganesh Satpute · Ajith Itty Varghese · Robin Raju · Ritesh Choudhary | 42.00    | Macau (MAC) · Pao Hin Fong · Yang Zi Xian · Lam Kin Hang · Leong Wang Kuong            | 42.09    |
| 4×400 metres               | Sri Lanka (SRI) · Indunil Herath · Punchi Hewage Chamal · Hashith Nirmal · Nandana Gunathilaka | 3:19.02  | Cabo Verde (CPV) Bruno Moniz Izequiel Evora Maurício Alves Samuel Freire           | 3:20.62  | Angola (ANG) · Kevin Oliveira · Osvaldo Morais · Prisca Baltazar · Florisvaldo Estevão | 3:23.11  |
| Salto em altura            | Harshith Shashidhar (IND)                                                                      | 2.13 m   | Shreenith Mohan (IND)                                                              | 2.11 m   | Tiago Costa (POR)                                                                      | 2.06 m   |
| Salto em diatância         | Shankar Kartik Dhamdhay (IND)                                                                  | 7.01 m   | Anik Ajay Naik (IND)                                                               | 6.91 m   | Bruno Moniz (CPV)                                                                      | 6.76 m   |
| Salto triplo               | Eranda Dinesh Fernando (SRI)                                                                   | 15.74 m  | Zuber Mohd (IND)                                                                   | 14.92 m  | Dhiraj Mishra (IND)                                                                    | 14.58 m  |
| Arremesso de peso          | Hubert D'Costa (IND)                                                                           | 12.32 m  | Ashwin Soares (IND)                                                                | 9.77 m   | Samuel Marçal dos Santos (TLS)                                                         | 5.32 m   |

### Feminino
| Evento                   | Ouro                                                                                              | Ouro     | Prata                                                                                                | Prata    | Bronze                                                            | Bronze   |
| 100 metros               | Archana Suseentran (IND)                                                                          | 11.98    | Ruma Sarkar (IND)                                                                                    | 12.16    | Jani Chathurangani (SRI)                                          | 12.19    |
| 200 metros               | Rengitha Chellah (IND)                                                                            | 25.00    | Lidiane Lopes (CPV)                                                                                  | 25.07    | Danukshika Fernando (SRI)                                         | 25.89    |
| 400 metros               | Rathna Kumari (SRI)                                                                               | 56.72    | Vijayakumari Gowdenahalli (IND)                                                                      | 57.19    | Leong Ka Man (MAC)                                                | 58.32    |
| 800 metros               | Felismina Cavela (ANG)                                                                            | 2:16.48  | Priyanka Singh Patel (IND)                                                                           | 2:22.70  | Iao Si Teng (MAC)                                                 | 2:27.18  |
| 1500 metros              | Chitra Palakeezh Unnikrishan (IND)                                                                | 4:35.37  | Felismina Cavela (ANG)                                                                               | 4:41.15  | Nitisha Govind Gaonk (IND)                                        | 5:04.10  |
| 5000 metros              | Jayashri Boragi (IND)                                                                             | 18:06.70 | Pooja Varade (IND)                                                                                   | 18:13.26 | Ernestina Paulino (ANG)                                           | 18:17.20 |
| 10 quilômetros           | Claudia Barboso (POR)                                                                             | 34:39.24 | Ernestina Paulino (ANG)                                                                              | 35:16.88 | Swati Haridas Gadhave (IND)                                       | 35:35.40 |
| 100 metres com bareiras  | Anchu Mamachan (IND)                                                                              | 14.21    | Witiney Barata (ANG)                                                                                 | 14.45    | Silvia Panguana (MOZ)                                             | 14.76    |
| 400 metres com barreiras | Anu Raghavan (IND)                                                                                | 60.53    | Graciela Martins (GBS)                                                                               | 62.09    | Niluka Wickramasinghe (SRI)                                       | 62.85    |
| 4×100 metres             | Índia (IND) · Bhagyashree Shirke · Kirandeep Kaur · Rengitha Chellah · Neethu Mathew              | 47.11    | Sri Lanka (SRI) · Jani Chathurangani · N.C.D. Priyadarshani · Danukshika Fernando · Yamuna Niranjani | 47.67    | Macau (MAC) · Ieong Loi · Io In Chi · Vu Nga Man · Leong Ka Man   | 49.67    |
| 4×400 metres             | Índia (IND) · Vijayakumari Gowdenahalli · Merlin Parameshwaran · Anu Raghavan · Iniya Pongiyannan | 3:48.75  | Sri Lanka (SRI) · Upamalika Kumari · Niluka Wickramasinghe · Danukshika Fernando · Ishara Madushani  | 3:50.35  | Macau (MAC) · Io In Chi · Vu Nga Man · Leong Ka Man · Iao Si Teng | 4:20.77  |
| Salto em altura          | Tintu Devassia (IND)                                                                              | 1.71 m   | Saumiya Sooriyampola (SRI)                                                                           | 1.68 m   | Neena Varakil (IND)                                               | 1.45 m   |
| Salto em distância       | Evelise Veiga (POR)                                                                               | 5.86 m   | Neena Varakil (IND)                                                                                  | 5.66 m   | Karthika Gothandapani (IND)                                       | 5.53 m   |
| Salto triplo             | Bhairabi Roy (IND)                                                                                | 12.48 m  | Siva Anbarasi (IND)                                                                                  | 12.31 m  | Vanessa Rocha (POR)                                               | 12.15 m  |
| Arremesso de peso        | Sílvia Cruz (POR)                                                                                 | 13.25 m  | Kajal Ulhas Verenkar (IND)                                                                           | 10.38 m  | Desiree Pereira (IND)                                             | 10.14 m  |

## Quadro de medalhas
| Ordem | País         | Medalha de ouro | Medalha de prata | Medalha de bronze | Total |
| ----- | ------------ | --------------- | ---------------- | ----------------- | ----- |
| 1     | Índia        | 14              | 14               | 8                 | 36    |
| 2     | Sri Lanka    | 4               | 5                | 4                 | 13    |
| 3     | Angola       | 3               | 5                | 5                 | 13    |
| 4     | Moçambique   | 3               | 1                | 1                 | 5     |
| 5     | Portugal     | 3               | 0                | 1                 | 4     |
| 6     | Cabo Verde   | 2               | 5                | 4                 | 11    |
| 7     | Guiné-Bissau | 1               | 1                | 0                 | 2     |
| 8     | Macau        | 1               | 0                | 5                 | 6     |
| 9     | Timor-Leste  | 0               | 0                | 1                 | 1     |